# Sa’id Dadaszpur
Sa’id Dadaszpur (pers. سعید داداش‌پور; ur. 31 lipca 1987) – irański zapaśnik walczący w stylu wolnym. Zajął ósme miejsce na mistrzostwach Azji w 2015. Brązowy medalista halowych igrzysk azjatyckich w 2017. 
Mistrz świata wojskowych w 2013. Trzeci na MŚ juniorów w 2007. Mistrz Azji juniorów w 2017 roku.